# Loser Like Me
«Loser Like Me» (en español, «Perdedor como yo») es una canción interpretada por el elenco de la serie estadounidense Glee. Fue lanzada como el primer sencillo oficial de la sexta banda sonora de la serie, Glee: The Music, Volume 5 (2011), el 1 de marzo de 2011 por airplay y  el 5 de marzo por descarga digital en Estados Unidos, a través de la compañía discográfica Columbia Records. Fue compuesta por el productor musical de la serie Adam Anders, los productores suecos Max Martin y Johan Schuster, Peer Åström y Savan Kotecha.
Lea Michele y Cory Monteith son los vocalistas principales, junto con Amber Riley, Naya Rivera y Heather Morris acompañando en los coros y parte de los versos. Musicalmente, «Loser Like Me» es una canción dance pop con elementos de pop rock, y cuenta una guitarra «pop funk». La producción fue comparada a las producciones similares de Martin publicadas en la época, sobre todo en «Raise Your Glass» de Pink. El tema liricalmente abarca sobre fantasías de venganza y de superamiento.
«Loser Like Me» recibió una buena acogida por parte de los críticos contemporáneos por ser la primera canción original de Glee. Los comentarios positivos se dirigían principalmente a su producción, la letra y la voz de Michele. Sin embargo, las críticas fueron que «Loser Like Me» sonaba como una versión de otros artistas que suelen trabajar con Martin como Pink o Avril Lavigne. «Loser Like Me» debutó en el número seis en el Billboard Hot 100 de Estados Unidos, y se convirtió en la tercera canción del elenco en entrar al top tres en la lista, junto con «Don't Stop Believin'» (2009) y «Teenage Dream» (2010). Alcanzó la posición treinta y seis en la lista Adult Pop Songs, también de Billboard, convirtiéndose en la primera canción no-navideña en aparecer en la lista airplay.
La interpretación apareció en el episodio de Glee «Original Song», que se estrenó el 15 de marzo de 2011, e incluyó una coreografía con el grupo tirando tazas de granizado llenas de confeti a la audiencia. «Loser Like Me» también se incluyó en el repertorio de la etapa 2011 de la gira Glee Live! In Concert!, como la última canción antes del encoré.

## Antecedentes y lanzamiento
El 23 de febrero de 2011, se anunció que Glee por primera vez incluiría dos canciones originales tituladas «Loser Like Me» y «Get It Right» en el episodio del 15 de marzo del mismo año. El productor musical de la serie, Adam Anders llamó a la canción un «himno Gleek» y que «es un muy uptempo, de tipo de éxito veraniego». También se reveló que el productor de música pop, Max Martin, conocido por su trabajo con Britney Spears, Kelly Clarkson, entre otros cantantes, produciría «Loser Like Me». Tim Stack de Entertainment Weekly la llamó como un «gran golpe de música pop» de Glee. Anders también llegó a comentar: «Lo que pasa con Max es que él es un gran fan[ático] de la cultura pop y le encantaba la idea de ser parte de algo que es un fenómeno cultural. Así que en realidad no era difícil convencerlo del todo. Él sabía de eso».
Martin produjo la canción durante su visita a Estados Unidos, mientras trabaja como productor del séptimo álbum de Spears, Femme Fatale (2011). De acuerdo con la base de datos de la ASCAP, Anders, Peer Åström, Savan Kotecha y Johan Schuster son los escritores secundarios. «Loser Like Me» y «Get It Right» fueron estrenadas juntas en el programa radial On Air with Ryan Seacrest el 25 de febrero de 2011, y fueron interpretadas en el episodio «Original Song» el 15 de marzo de 2011. La canción también fue lanzada en ITunes Store en Estados Unidos el 15 de marzo de 2011.

### Impacto en las radios
«Loser Like Me» se convirtió en el primer sencillo para radio de Glee, y fue enviada a la radios de Estados Unidos el 1 de marzo de 2011 para las listas de adult contemporary. Pete Cosenza, vicepresidente ejecutivo del sello Columbia Records dijo a Billboard: 

«Hemos promovido la música de Glee a la radio desde hace un par de años y semana tras semana, los programadores han adoptado el programa y su música cada vez más. [Las radios de adultos] han creado semanalmente, y en algunos casos todos los días funciones para reproducir fragmentos de canciones. Ahora, hay que poner a "Loser Like Me" en la rotación regular. Glee es uno de los grandes programas de la televisión y es un espectáculo musical. Lo qué es un triunfo para nosotros y [para la] radio».

Barb Richards, directora de la música para la estación de radio WAJI dijo que la introducción del elenco a la nueva música lleva a la estación para añadir más música del elenco. Richards hizo referencia a las 5,2 millones de álbumes y 21,9 millones sencillos digitales vendidos por la serie desde su estreno en mayo de 2009, pero comentó: «De todos modos, creo que la gente quiere oír más nuevas versiones originales, por lo que hasta la música original del elenco de Glee no tenía sentido para nosotros reproducir cada una de las versiones». Sin embargo, Richards felicitó a «Loser Like Me», diciendo que su letra que «resuena con los niños y padres de familia», y dijo que a ella le gustaba «cuando la escuchó por primera vez y también cuando la vio en el show». También comentó: «La canción es buena en sí misma, y que tiene el nombre de Glee en él [título] dándole una ventaja». Dave McKay director de programa en la estación WPST, también estuvo de acuerdo con Richards acerca de las ventas de Glee que fueron el motivo para añadirlas a airplay, y agregó que «no muchos artistas o canciones disfrutan del tipo de exposición que Glee proporciona. Además, el público que observa el programa es el público al cual nos dirigimos, por lo que el ajuste parece perfecto [...] ya que la música de ‘Glee’ vende, definitivamente hay un apetito por eso».
En respuesta a la canción de ser un original a diferencia de sus versiones tradicionales, McKay dijo: «Si "Loser Like Me" fuera una mala canción, entonces no importa si es original o una versión: no la estaríamos reproduciendo. Es buena, y tiene al alcance de ‘Glee’ lo que lo convierte en una canción fácil de escuchar». Keith Kennedy, director de programa en WKDD, dijo que el reflexionó sobre por qué ellos no reproducían canciones de Glee antes de «Loser Like Me». Kennedy dijo: «¿Cuántas veces has escuchado a los programadores de radio asegurando que utilizan números de las ventas para dar forma a las listas de reproducción de sus estaciones? Mira a iTunes cada miércoles, ‘Glee’ a menudo domina el top 10». La estación de Kennedy, WKDD, tiene un segmento diario llamado «Hora Glee» y dijo: «Aunque algunos de las nuevas versiones se han inclinado hacia todo tipo de ritmos, algunos [que] probablemente deberían haber recibido más airplay».

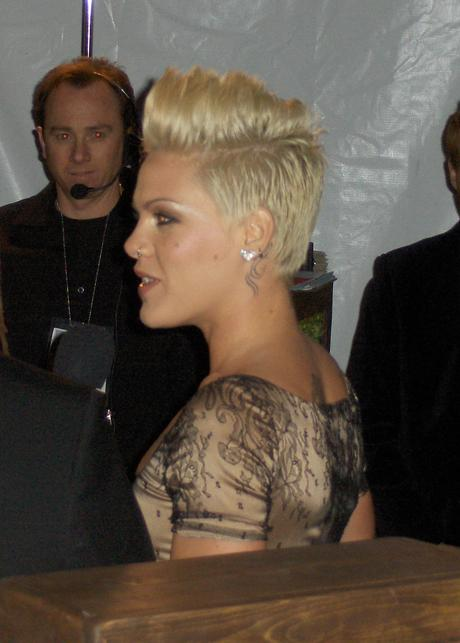
Lírica y musicalmente, «Loser Like Me» es parecida a «Raise Your Glass» de Pink.

## Composición
«Loser Like Me» es una canción dance pop con un ritmo rápido e influencias de pop rock de tres minutos y diecinueve segundos (3:19) de duración. En la canción se aprecian sonidos con «guitarras pop-funk de música waila», y de acuerdo con Jody Rosen de la revista Rolling Stone, contiene un «ritmo animador». Lea Michele y Cory Monteith, los cantantes principales, interpretaron una estrofa cada uno y formaron parte del estribillo. Amber Riley, Naya Rivera y Heather Morris realizaron el puente y formaron parte del estribillo cantando los coros. El colisión contiene versos de rap interpretados también por Riley, Rivera y Morris. La melodía de la canción se parece a la otra producción de Martin, «Raise Your Glass» (2010) de P!nk, ya que contiene una similitud en la guitarra de la introducción. Robert Copsey de Digital Spy llamó a «Loser Like Me» como la secuela de «Raise Your Glass».
Después de que los riffs de guitarra, Michele canta acerca de convertirse en una superestrella de futuro, diciendo Yeah, you may think that I'm a zero/ But hey, everyone you wanna be/ Probably started off like me («Tal vez creas que soy un cero/ Pero tal vez aquellos a quienes admiras/ Empezaron como yo»). Jason Lipshutz de Billboard dijo que «Loser Like Me» es «una canción pop alegre que encuentra a Lea Michele y Cory Monteith protestando contra el conformismo y celebrando [sobre] su individualidad en sus versos». Otra línea de Michele dice: You may think I'm a freak show («Puedes decir que soy anormal»), en donde Rivera responde en los coros I don't care («No me importa»). La letra se basa en el autoempoderamiento que gira en torno a fantasías de venganza, como en la línea de Monteith: I could be a superstar/ I'll see you when you wash my car («Porque serè una super estrella/ Te veré lavar mi auto»). Según Melinda Newman de HitFix.com la canción habla de «ser un perdedor ahora, pero convertirse en un ganador ahora que nunca, jamás mirando hacia atrás». Aly Semigran de MTV News dijo que la letra de la «cancioncilla pop llena de vida» guarda «en acorde con los temas de la serie».

## Comentarios de la crítica
Jody Rosen de Rolling Stone dio a la canción cuatro de cinco estrellas, y la calificó como «predeciblemente efervescente» y «diabólicamente pegadiza». Rosen también dijo que la «letra, no está ceñida con un lado serio brillante por Lea Michele y Cory Monteith, destila el tema del programa: el poder místico de una buena melodía y una tripulación de jazz bien coreografiada para convertir a los geeks en dioses». Robert Copsey de Digital Spy escribió: «Max Martin y Shellback arrojan los [sonidos de] Pink, Ke$ha y Katy Perry en el fregadero de la cocina y agregan una capa generosa de brillo y brillan [con el Auto-Tune] para crear lo que es en última instancia una descarada audacia, y, fundamentalmente, un stomper pop auténtico que se mantiene fiel a lo que Glee es». A Melinda Newman de HitFix.com le gustó, pero dijo que pudo haber tenido «más ventaja». Newman también dijo: «Para cualquier chico que alguna vez haya sido intimidado o adulto que recuerda haber sido intimidado, esto da al ojo». Newman escribió que Michele, quien hace la apertura, tenía una «voz clásica», pero que no tenía «agallas» para ello, y recomendó que Pink la versionara. Becky Bain de Idolator, dijo que la canción podría haber sido una pista para Pink o Avril Lavigne, dos artistas comunes que trabajan con Martin. Bain dijo que la pista encaja con «Raise Your Glass», y aún mejor, «We R Who We R» de Kesha. Christopher Rosen de Movieline dijo que tenía una «energía total de hogar», y que «suena como una mezcla de Pink, Katy Perry, Avril Lavigne, con principios de Mandy Moore y Kidz Bop. ¡Y eso es una cosa buena!».
A primera escucha, Kirsten Coachman del Seattle Post-Intelligencer dijo que era «semi-horroroso», pero como era una producción de Max Martin, ella «le dio otra oportunidad» a la pista, y comentó: «Es, definitivamente, una obra de Max Martin. Tiene un buen y cursi ritmo, incluyendo letras pegadizas». Sin embargo, Coachman dijo que Mark Salling (Puck) y Jenna Ushkowitz (Tina) deberían haber sido los intérpretes en lugar de Monteith y Michele. A Coachman le gustó el hecho de que las canciones encajaron con el episodio, y dijo: «Creo que las dos canciones [«Loser Like Me» y «Get It Right»] son himnos muy buenos, y espero que la audiencia hable». Ella señaló que sin embargo «para mí, probablemente yo no cantaría con ellos en mi auto en un corto plazo». En la revisión del álbum dada a Glee: The Music, Volume 5 con un total de dos de cinco estrellas, Andrew Leahey de Allmusic dijo que las canciones nuevas de Glee «no son lo suficientemente buenas para hacer una gran diferencia». Brett Berk de Vanity Fair dio a la canción cuatro de cinco estrellas por su letra, pero dijo que la melodía fue «aspirada». Bill Lamb de About.com, de todos modos, criticó la letra como «mezquina y pequeña», y dijo que estaba «lejos de ser tan seria» como la letra de los himnos masivos recientes de empoderamiento como «Firework» de Katy Perry, «Born This Way» de Lady Gaga, y «Raise Your Glass» (las cuales ya habían aparecido en Glee). Lamb comentó que la canción sonaba como una parodia de Glee hacia sus propias versiones, y dijo que Martin y Glee pertenecen a caminos diferentes, y la serie debe apegarse a lo que hacían antes, y no convertirse en un «empresa».

## Rendimiento comercial
En el fin de semana del 26 de marzo de 2011, «Loser Like Me» vendió 210 000 copias digitales, debutando así en la posición número seis del Billboard Hot 100 de Estados Unidos en la edición del 2 de abril de 2011. «Loser Like Me» marcó el mejor debut del elenco en la lista, desde su versión de «Teenage Dream» de Katy Perry con 214 000 descargas vendidas en su primera semana, en noviembre de 2010. La canción se convirtió en su tercer top diez en Estados Unidos después de «Teenage Dream», que debutó en el número ocho, y su primera versión, «Don't Stop Believin'», que debutó en el número cuatro. Las ventas digitales de «Loser Like Me», permitieron que debutara en el número dos, tras «E.T.» de Katy Perry y Kanye West con 261 000 descargas en el número uno, en la lista Hot Digital Songs. En la semana que finalizó el 9 de abril de 2011, debutó en la lista airplay Adult Top 40, también de Billboard, en el número treinta y siete. «Loser Like Me» se convirtió en la primera canción que entró en la lista de adultos, y también se convirtió en su primera canción en aparecer en una lista airplay, ya que las únicas que aparecían, hasta la fecha, fueron sus versiones de Navidad de su álbum navideño Glee: The Music, The Christmas Album (2010). En diciembre de 2011, la Recording Industry Association of America certificó a «Loser Like Me» con disco de oro. Fuera de los Estados Unidos, también apareció en varias listas mundiales, debutando en el número nueve en el Canadian Hot 100, así como en el número quince en la lista de sencillos de Australia ARIA Charts, la posición veinticinco en Irish Singles Chart, y el puesto número veintisiete en la lista inglesa UK Singles Chart.

## Promoción

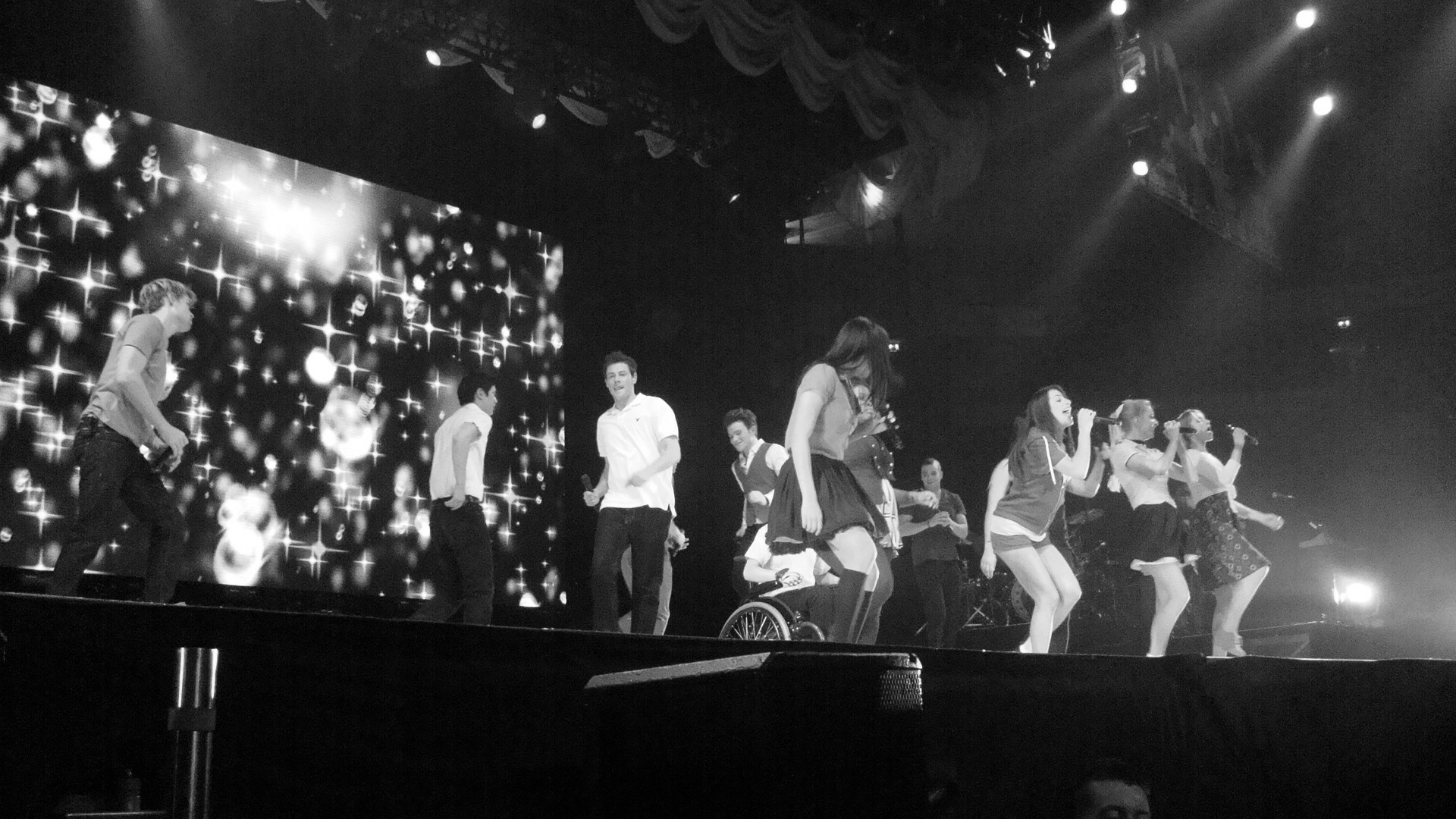
El Elenco de Glee interpretando «Loser Like Me» durante la gira Glee Live! In Concert! en 2011.

«Original Song» es el décimo sexto episodio de la segunda temporada de Glee y salió al aire el 15 de marzo de 2011 en Estados Unidos, y el 19 de mayo del mismo año en Latinoamérica. La trama del episodio gira en torno al coro del instituto McKinley High, New Directions, deciden preparar canciones originales para la competencia de las Regionales. Con el fin de obtener mejores resultados en la competencia, debido a la sugerencia de Rachel Berry (Lea Michele), el grupo decidió cantar canciones originales. «Loser Like Me» es interpretada luego del solo de Rachel en la balada «Get It Right». En la interpretación, de las chicas del club del coro utilizan vestidos de color azul claro atados con cintas negras y botas negras. Los chicos llevaban pantalones negros y camisas azules con corbatas negras. Durante el espectáculo, los chicos presentan una coreografía muy movida con pasos simples. En el público, Kurt (Chris Colfer) y los Warblers dan una ovación positiva a New Directions en su presentación. La actuación termina con el club lanzando vasos de granizado llenos de confeti a la audiencia, en alusión a las numerosas tasas de slushie vaciadas en la cara a ellos, anteriormente en el programa. Bobby Hankinson de Houston Chronicle dijo: «Es divertido y veraniego y todo culminó con un ataque de slushee confeti a la multitud. Me encantó». Erica Futterman de Rolling Stone comentó: «Es un verdadero himno, y termina triunfante, con los New Directions lanzando vasos de slushie llenas de confeti entre la multitud - Y ellos van a ganar las Regionales». Brett Berk de Vanity Fair manifestó «los tontos adorables cantan acerca de ser los tontos adorables que nosotros amamos (aunque a menudo no se reconocen como tales)».
«Loser Like Me» fue interpretada en vivo durante la gira «Glee Live! In Concert!», en la etapa 2011. La canción fue presentada antes del encoré, luego de que Naya Rivera cantara «Valerie» de Mark Ronson y Amy Winehouse. La presentación era similar a la interpretación presentada en «Original Song», lanzado tasas de granizado llenas de confeti a los fanáticos.

## Posicionamiento en lista y certificaciones
| País (Lista)                       | Mejor posición |
| ---------------------------------- | -------------- |
| Australia (ARIA Charts)            | 15             |
| Canadá (Canadian Hot 100)          | 9              |
| Estados Unidos (Billboard Hot 100) | 6              |
| Estados Unidos (Adult Top 40)      | 36             |
| Estados Unidos (Hot Digital Songs) | 2              |
| Irlanda (Irish Singles Chart)      | 25             |
| Nueva Zelanda (RIANZ)              | 28             |
| Reino Unido (UK Singles Chart)     | 27             |

| País           | Certificaciones | Ventas  |
| -------------- | --------------- | ------- |
| Estados Unidos | Oro             | 617 000 |

## Créditos y personal
Créditos adaptados a partir de las notas de Glee: The Music, Volume 5 y de Discogs.
- Arreglo — Adam Anders, Peer Astrom, Nikki Anders y Tim Davis
- Compositores — Adam Anders, Peer Åström, Savan Kotecha, Max Martin, Johan Schuster
- Coros — Heather Morris, Amber Riley y Naya Rivera
- Máster de grabación — Dominick Maita
- Mezcla — Serban Ghenea
- Productores — Adam Anders, Max Martin, Shellback
- Productor ejecutivo — Geoff Bywater
- Supervisión — PJ Bloom
- Voces adicionales — Alex Anders
- Voces principales — Lea Michele y Cory Monteith